# Hamburg
Hamburg (pełna nazwa: Freie und Hansestadt Hamburg – Wolne i Hanzeatyckie Miasto Hamburg; łac. Hammonia; dolnoniem. Hamborg, wym. [ˈhaˑmbɔ:χ]) – miasto w północnych Niemczech na prawach kraju związkowego niedaleko ujścia Łaby do Morza Północnego. Wolne miasto i zarazem niemiecki kraj związkowy o powierzchni 755 km², ludność ponad 1,9 mln – co czyni je drugim po Berlinie pod względem ludności. Największy port morski kraju (ok. 140 mln ton przeładunku), wielki ośrodek przemysłowy (statki, elektrotechnika, przetwórstwo ropy, przemysł spożywczy) i finansowy. W 2011 roku miasto to otrzymało tytuł Europejskiej Stolicy Czystości.

## Położenie
Kraj związkowy Hamburg graniczy z Dolną Saksonią na południu oraz Szlezwikiem-Holsztynem na północy, nad rzekami Łabą, Alster i Este. Eksklawą Hamburga jest dzielnica Neuwerk należąca do okręgu Hamburg-Mitte, obejmująca wyspy Neuwerk, Scharhörn i Nigehörn oraz otaczające je morze, od 1990 roku objęte ochroną w ramach Parku Narodowego Hamburskiego Morza Wattowego. 

## Toponimia
Pierwotną, historyczną nazwą miasta była „Hammaburg”, używana w IX wieku. Nazwę tę wywodzi się od języka staro-niemieckiego „burg” oznaczającego zamek lub miasto, w połączeniu z określeniem „hamma”, co do którego znaczenia badacze nie są zgodni. Rozważane są trzy pochodzenia tego przedrostka: od „hamma” oznaczającego „kąt”, np. narożnik rzeki, w której powstała miejscowość, od „hamme” oznaczającego pastwisko, bądź od „hammen” oznaczającego rozległy las. Inną propozycją pochodzenia nazwy jest starsaksońskie słowo „ham” oznaczające ogrodzone łąki lub oddzielną zatokę na nizinie. Nie ma natomiast wątpliwości odnośnie drugiego członu nazwy „burg”, który wiązany jest z powstaniem umocnień, które służyły do ochrony przed Słowianami zamieszkującymi tę część Europy.

## Historia

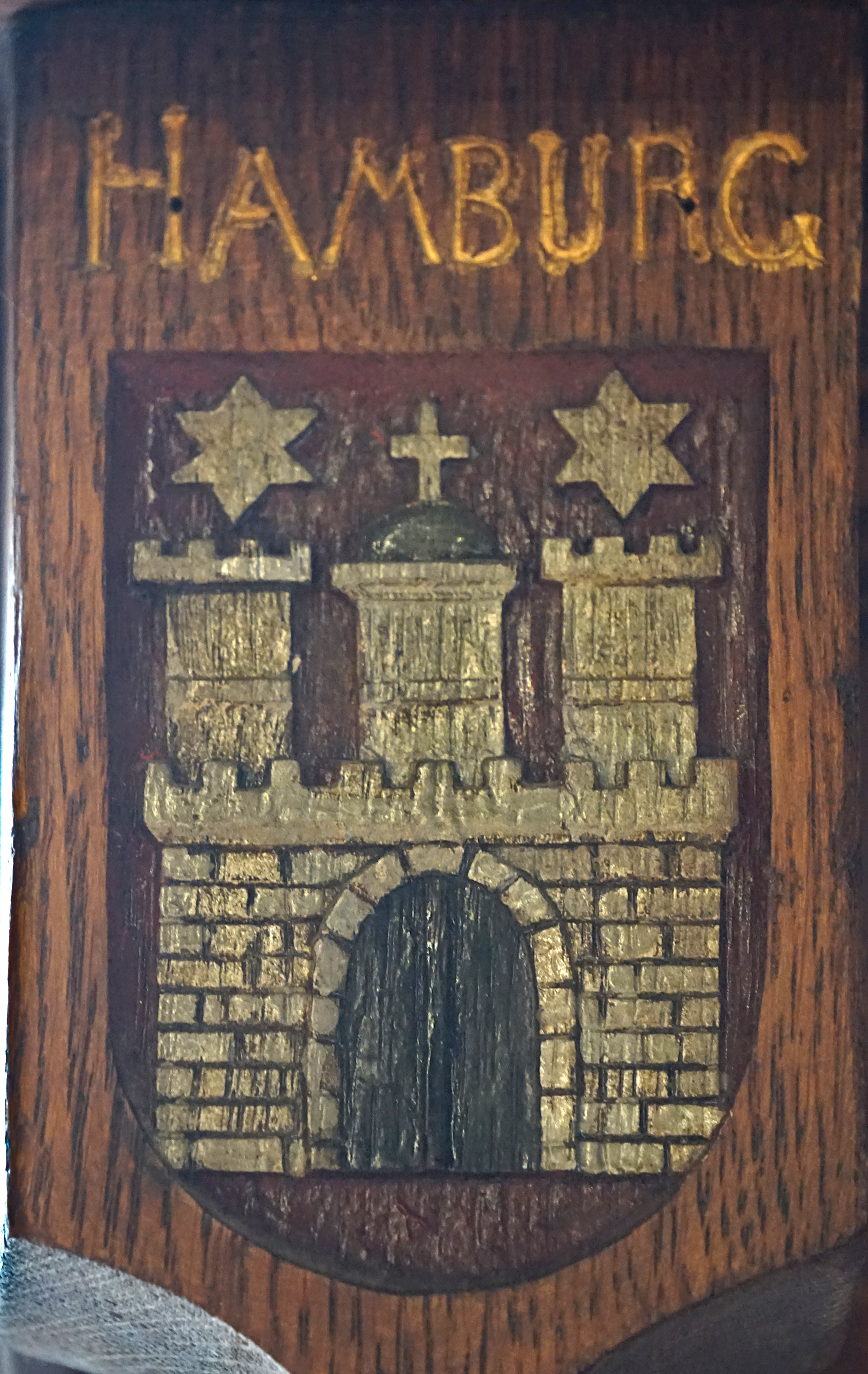
Herb Hamburga w sali plenarnej staromiejskiego ratusza w Gdańsku

### Pierwsza osada i średniowieczne miasto
Pierwsza osada na terenie dzisiejszego Hamburga pochodzi z IV wieku p.n.e. Od IV do VI w. n.e. tereny te były zasiedlane przez Sasów. W 810 cesarz Karol Wielki wybudował kościół, żeby nawracać pogańskich dotąd Sasów. Dla obrony tego kościoła został zbudowany gród warowny, który nazwano w 858 Hammaburg W 845 roku miasto zdobyli i spalili Duńczycy. W 983 Hamburg został zdobyty i spalony przez Obodrytów pod wodzą Mściwoja.

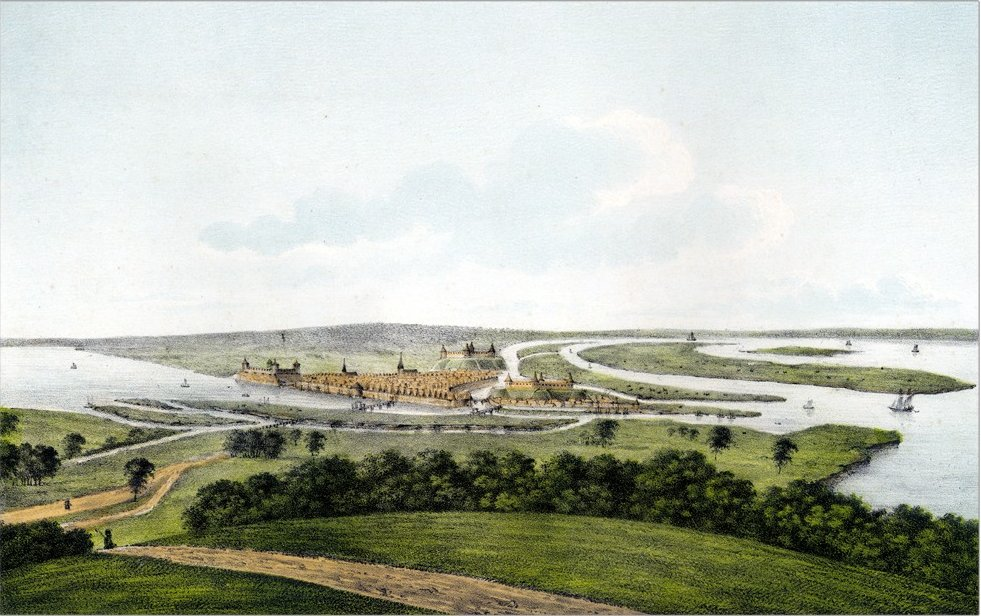
Hamburg ok. 1150 (rekonstrukcja XIX-wieczna)

W XII wieku Łaba zdobywała coraz to większe znaczenie. Handel w regionie północnoeuropejskim szybko się rozwijał, w roku 1189 z rąk cesarza Fryderyka I Barbarossy Hamburg uzyskał przywilej pobierania ceł nad Łabą i wtedy właśnie zdobył status Wolnego Miasta Rzeszy (niem. Kaiserlich freye Reichsstadt). W latach 1201–1227 Hamburg znajdował się we władaniu Danii.
W średniowieczu Hamburg stał się najważniejszym portem hanzeatyckim na Morzu Północnym i służył jako punkt przeładunkowy rozmaitych towarów, m.in. futer, zboża, sukna, śledzi i drewna. Jednak najbardziej popularnym towarem eksportowym Hamburga było piwo.
Od 1356 corocznie w mieście jest organizowana uczta z okazji dnia św. Macieja – 24 lutego. W średniowieczu dzień ten był uznawany za początek wiosny, a więc okazję do świętowania. W Hamburgu podejmowano wtedy ważne decyzje polityczne, m.in. wybierano burmistrza. Mieszkańcy Hamburga chwalą się, że to najstarsza regularnie wydawana uczta na świecie.

### Nowożytne wolne miasto

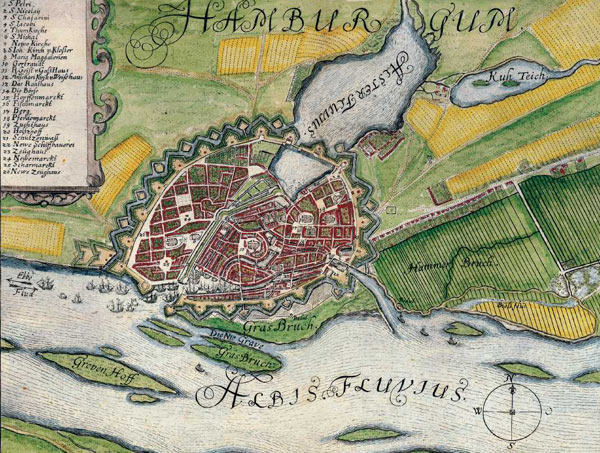
Hamburg ok. 1660

Rozwój miasta przyspieszył w 1558 roku, po otwarciu giełdy hamburskiej, będącej pierwszą taką placówką w krajach niemieckojęzycznych. Podczas okresu reformacji życie ewangelików skupiało się w kościele Bugenhagena, proces reformacji przebiegał w Hamburgu bardzo spokojnie, w XVII wieku większość mieszkańców stanowią ewangelicy, do których należała większość kościołów. W 1619 Hamburg był największym miastem na ziemiach niemieckich.
W roku 1678 rozpoczęła działanie opera będąca jedną z pierwszych w Europie. Kulturalny rozkwit miasta nastąpił jednak dopiero w XVIII wieku między innymi za sprawą założenia Hamburskiego Teatru Narodowego (1767).
Ciemnym okresem w historii miasta stała się epidemia dżumy przetaczająca się przez Europę w 1713 która to również dotknęła Hamburg. W 1762 miasto zdobyli Duńczycy.

### XIX–XX wiek: Francja, wolne miasto i Niemcy

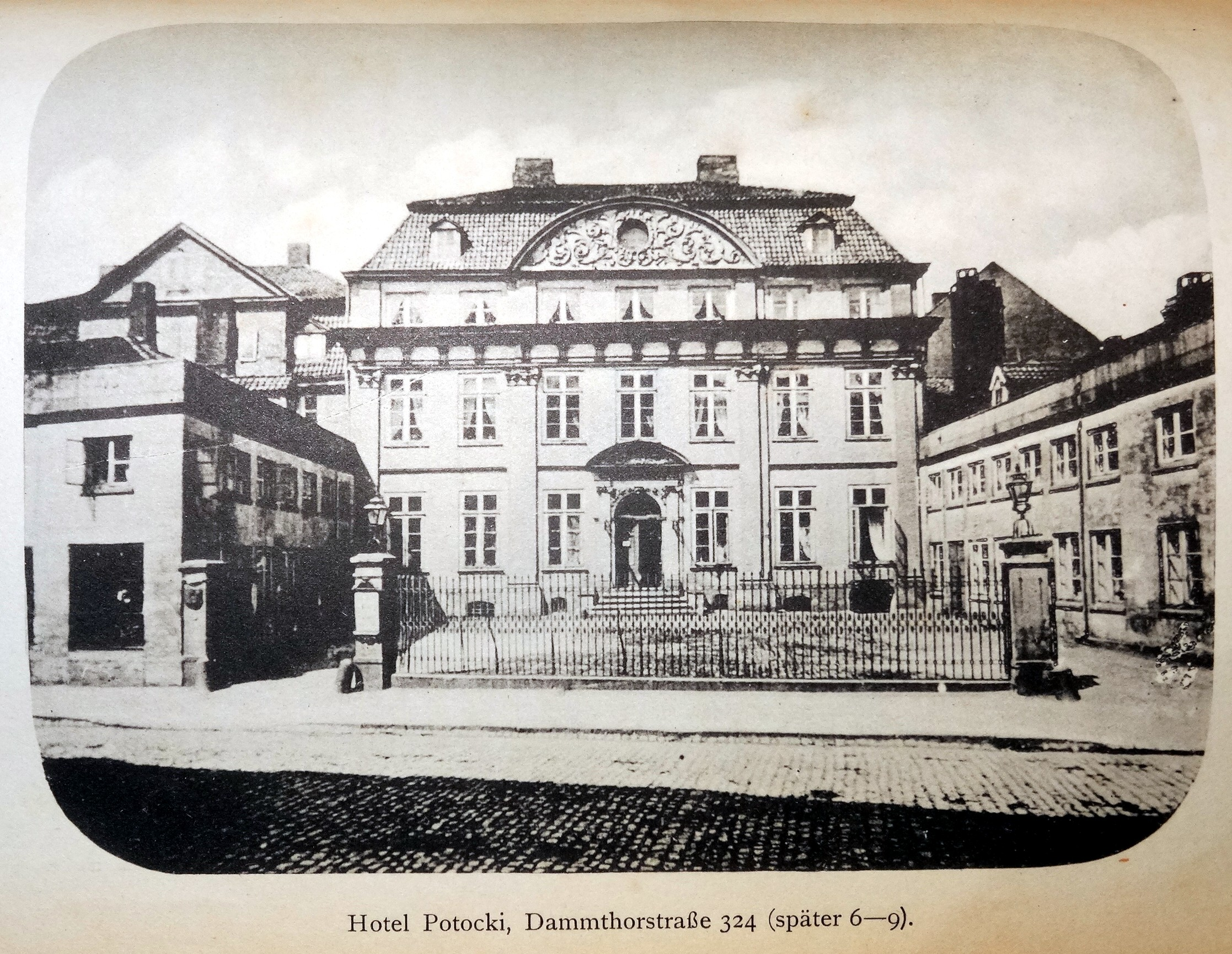
Pałac Potockich (niezachowany)

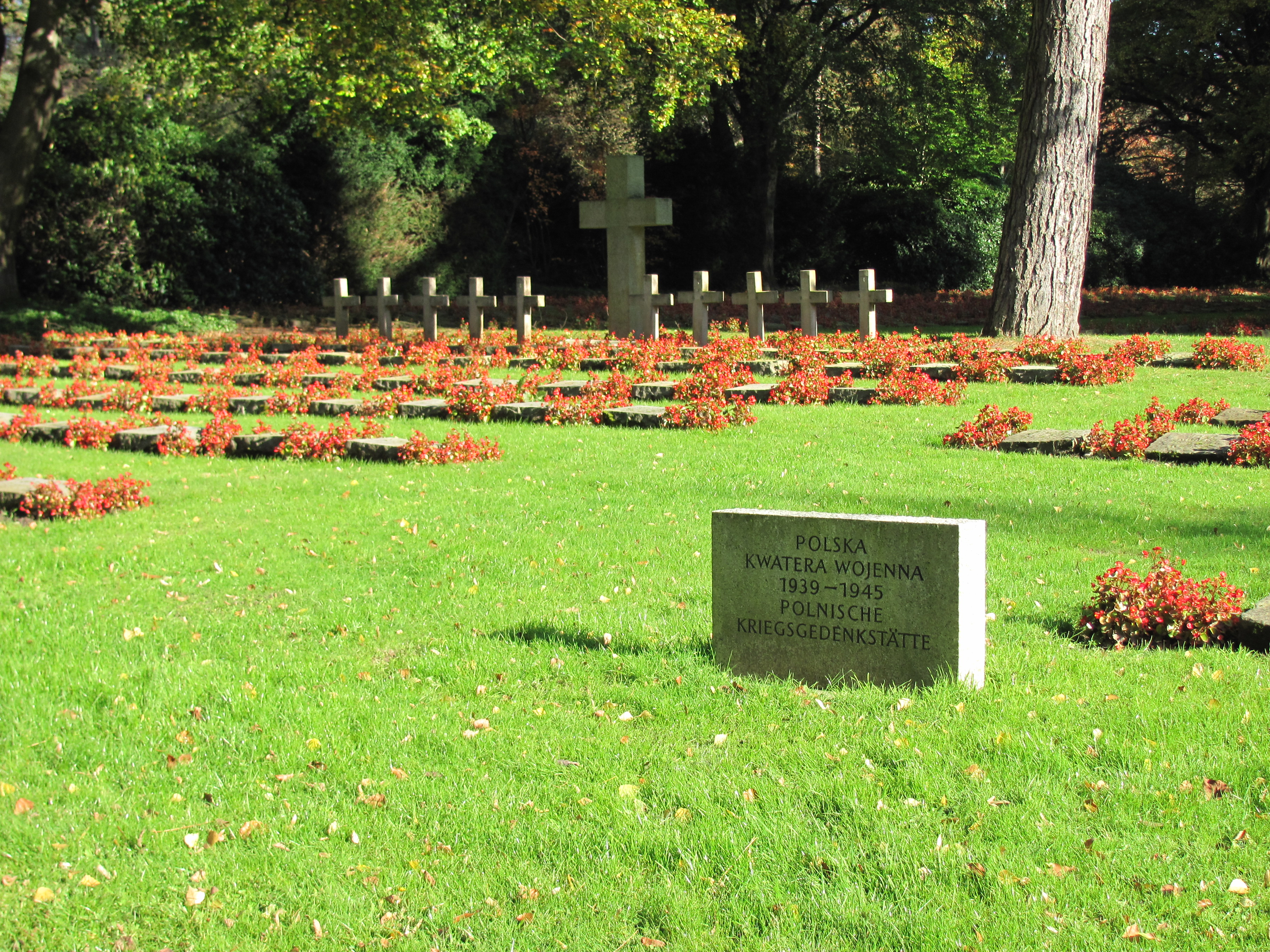
Polska Kwatera Wojenna na cmentarzu Ohlsdorf

W 1806 miasto zdobyły oddziały napoleońskie. W 1811 Hamburg formalnie włączono do Francji i wyznaczono na stolicę departamentu Bouches-de-l'Elbe. Wydarzenia te z jednej strony przyczyniły się do przeobrażeń demokratycznych, z drugiej zaś strony tymczasowo zahamowały rozwój miasta. W 1814 Francuzi opuścili Hamburg, który ponownie został wolnym miastem. Do roku 1842 miasto pozostawało w granicach wyznaczonych jeszcze w średniowieczu. Po wielkim pożarze, który strawił jedną trzecią miasta, a większa część ludności straciła dach nad głową, nastąpiła szybka odbudowa miasta oparta na nowoczesnych rozwiązaniach urbanistycznych i architektonicznych. Około roku 1850 Hamburg liczył już 50 000 mieszkańców. W 1860, wraz z postępującą industrializacją, rozpoczął się proces wchłaniania okolicznych miejscowości przez rozrastające się miasto. W 1871 miasto zostało częścią Niemiec.

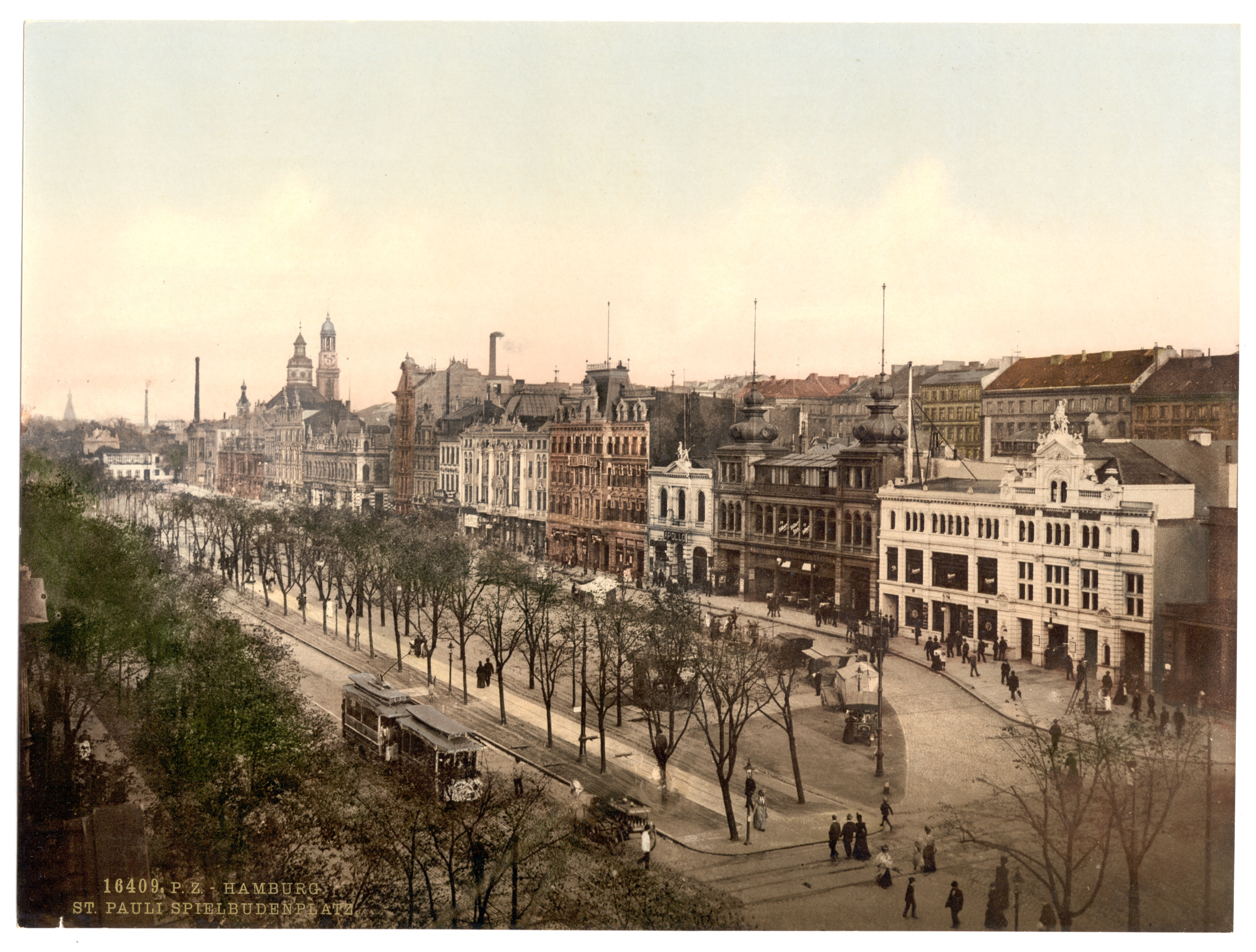
Hamburg ok. 1900

W roku 1877 założono w Hamburgu jedną z najsławniejszych stoczni świata – Blohm & Voss AG, która istnieje do dziś. W tym znakomitym zakładzie zbudowano m.in. pełnorejowiec „Prinzess Eitel Friedrich” (nr stoczniowy 202, drugi z trzech pierwszych żaglowców świata, przeznaczonych wyłącznie do celów szkoleniowych – wod. 1909, od 1930 roku pod banderą polską jako „Dar Pomorza”), serię pięciu żaglowców szkolnych dla dwóch flot wojennych – w tym obydwa „Gorch Focki” (jeden z 1933, drugi z 1958 roku); ponadto u Blohma i Vossa powstały też statek „Wilhelm Gustloff” (wycieczkowiec KdF, wod. 1937, zat. 1945) i pancernik „Bismarck” (wod. 14 lutego 1939 roku, zat. w maju 1941). Od Blohma i Vossa pochodziła słynna „Europa” z 1930 roku, która po wojnie godnie zastąpiła pod francuską banderą i nazwą „Liberte” (Wolność) utraconą przez Francuzów w lutym 1942 roku „Normandie”. Również od Blohma i Vossa pochodził sławny trójkominowy „Vaterland” HAPAGu, późniejszy amerykański „Leviathan” (bohater 6-tomowej monografii dr F. O. Braynarda).
Hamburg, dzięki rozwojowi żeglugi morskiej i handlu z krajami Zachodu w drugiej połowie XIX wieku, znacznie rozbudował port i magazyny portowe. Największą dzielnicą portową był Speicherstadt zbudowany w latach 1881–1888. W następnych dziesięcioleciach port rozbudowano również na drugim brzegu Łaby. Założenie portu wolnocłowego w roku 1888 uczyniło Hamburg jednym z największych składów kawy, kakao, przypraw oraz dywanów. Budowa Kanału Kilońskiego w roku 1895 zwiększyła jeszcze bardziej atrakcyjność portu, jako że od tej pory zapewnione było bezpośrednie i szybkie połączenie z obszarem Morza Bałtyckiego.
Od roku 1900 Hamburg zaczął nabierać wielkomiejskiego charakteru. Wówczas to miasto przekracza milion mieszkańców. W roku 1937 specjalne ustawy wyznaczyły granice aglomeracji hamburskiej, które obowiązują do dziś (w obręb miasta włączono m.in. pruską dotąd Altonę).
Okres II wojny światowej był najtragiczniejszym wydarzeniem w dziejach Hamburga. Miasto szczególnie ucierpiało w 1943 roku w czasie bombardowań alianckich (operacja Gomora). Począwszy od 24 lipca 1943 roku, przez kolejny tydzień na miasto zrzucono 9000 ton bomb, w efekcie czego zniszczonych zostało 250 tysięcy domostw, 183 z 524 dużych fabryk oraz 4118 z 9068 małych fabryk. Około miliona osób zostało ewakuowanych, podczas gdy w wyniku nalotów zginęło od 37 do 40 tysięcy osób. 1 maja 1945 garnizon Hamburga poddał się Brytyjczykom, bez obrony miasta.
W nocy z 16 na 17 lutego 1962 roku w Hamburgu miała miejsce ogromna powódź. Front burzy Vincinette przetoczył się przez północnoniemieckie wybrzeże i wepchnął ogromne ilości wody do ujścia Łaby, kierując falę powodziową o wysokości 5,7 metra nad poziomem morza w kierunku miejskich systemów przeciwpowodziowych. Około północy Łaba przedarła się przez system grobli w sześćdziesięciu miejscach. Niemal jedna piąta terenów gminnych (12 500 ha) znalazła się pod wodą.
Od 1995 w Hamburgu ma siedzibę Międzynarodowy Trybunał Prawa Morza.

## Architektura

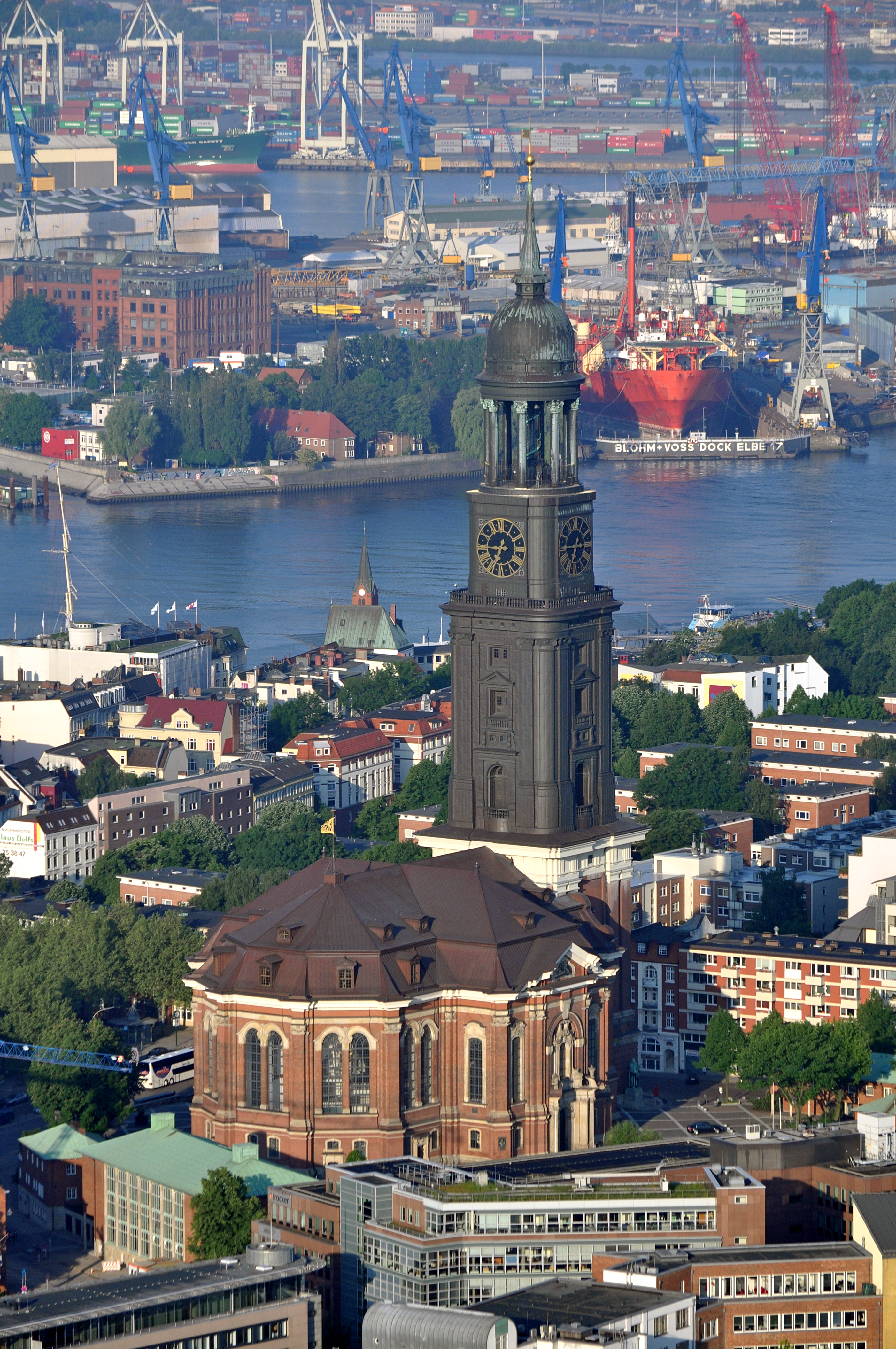
Kościół św. Michała. W tle rzeka Łaba i port hamburski

Stare zabytkowe miasto – w większości zniszczone w wyniku alianckiego nalotu dywanowego 27 lipca 1943 (ponad 40 tysięcy ofiar) – otoczone jest nowoczesnymi osiedlami wkomponowanymi w obszary leśne.
Historyczne centrum Hamburga znajduje się między dworcem głównym a placem Gänsemarkt.
Ulica Jungfernstieg nad rzeką Alster pozostaje ulicą handlową i promenadą Hamburga.
Obraz miasta kształtowany jest przez wieże głównych kościołów: św. Katarzyny, św. Piotra, św. Jakuba, św. Mikołaja i św. Michała. Ten ostatni jest cennym zabytkiem barokowej architektury sakralnej w północnych Niemczech. Historia kościoła św. Piotra położonego przy dzisiejszym deptaku handlowym Mönckebergstraße sięga XII wieku; po wielkim pożarze Hamburga w roku 1842, kiedy to budowlę strawił ogień, kościół odbudowano. Kościół św. Mikołaja przy placu Hopfenmarkt został mocno zniszczony podczas II wojny światowej. Ruiny jego wieży pozostawiono jako pomnik.
Sięgające XVII wieku domy Krameramtswohnungen wyróżniają się swą północnoniemiecką architekturą. W jednym z nich znajduje się Muzeum Historii Hamburga (Museum für Hamburgische Geschichte). Budynek Giełdy Hamburskiej jest najstarszym budynkiem tego typu na ziemiach niemieckich; połączony jest tylną częścią z ratuszem.
Monumentalny ratusz otwarty w 1897 roku został zbudowany w miejscu starego, który spłonął w 1842 roku. Ratusz wyróżnia się bogato zdobioną fasadą, wzdłuż której ustawiono w sumie 20 posągów cesarzy. Ponad bramą główną napisane jest po łacinie: „LIBERTATEM QUAM PEPERERE MAIORES DIGNE STUDEAT SERVARE POSTERITAS” – „Wolność, którą zdobyli przodkowie, niech godnie starają się zachować potomni”.
Obszar magazynów portowych Speicherstadt, dzielnica Kontorhausviertel z budynkiem biurowym Chilehaus (1922–24) zostały w 2015 roku wpisane na listę dziedzictwa kulturowego UNESCO.
Most Kerstena Milesa, zbudowany w latach 1895–1897, jest częścią zespołu zabytków kultury w Hamburgu. Most zdobią cztery kamienne posągi: Kerstena Milesa (burmistrza Hamburga w latach 1378–1420), Simona von Utrecht i Berenda Jacoba Karpfangera (XVII-wiecznych kapitanów okrętów, pogromców piratów) oraz Ditmara Koela, zasłużonego w walce z piratami burmistrza Hamburga.
Most Köhlbrand (1970) widnieje na liście zabytków kultury Hamburga (nr 28577 w wykazie miejskiego urzędu ds. kultury i mediów).
Za najstarszą budowlę w granicach współczesnego Hamburga uważa się kościół Sinstorf. Najstarsze wykopaliska pochodzą z XI wieku (pozostałości drewnianych pali w fundamentach), oraz fragmenty pierwotnego budynku kamiennego pochodzące z ok. 1200 roku (romańskie okna łukowe). Kościół w obecnej formie zbudowano w 1416 roku a barokowe wyposażenie pochodzi z 1619 roku.
Latarnia morska na wyspie Neuwerk to jeden z najstarszych budynków Hamburga; pierwotnie wybudowana w latach 1300–1310 jako budowla obronna, potem pełniła funkcje mieszkalne i hotelowe.

## Podział administracyjny

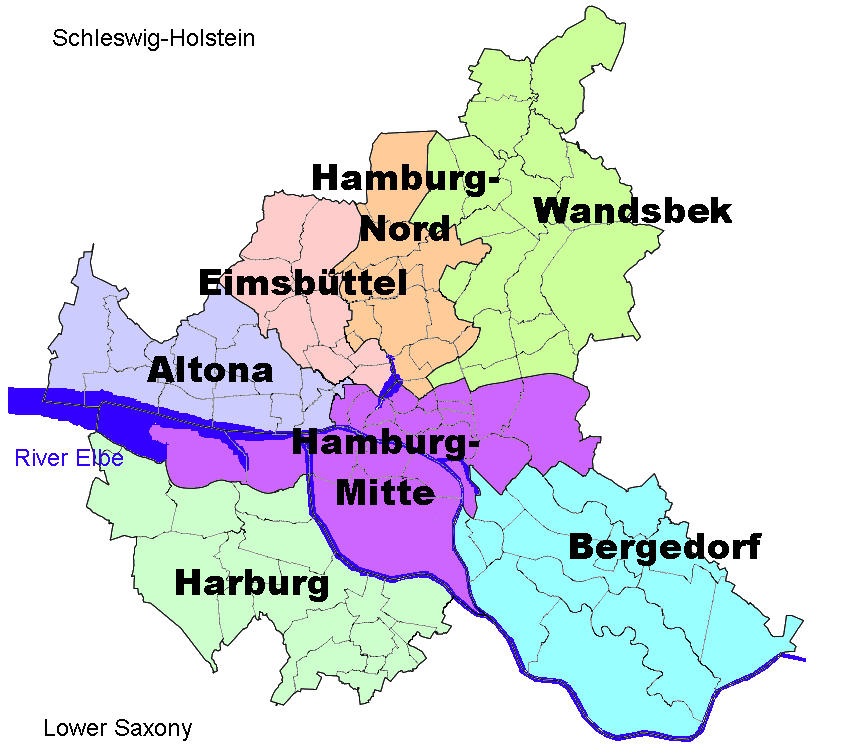
Podział administracyjny Hamburga

Hamburg podzielony jest obecnie na siedem okręgów administracyjnych (Bezirk).
| Okręg administracyjny | Ludność | Powierzchnia | mieszk./km² |
| --------------------- | ------- | ------------ | ----------- |
| Hamburg-Mitte         | 294 931 | 142,20 km²   | 2 073,25    |
| Altona                | 261 213 | 77,90 km²    | 3 353,18    |
| Eimsbüttel            | 257 064 | 49,80 km²    | 5 161,93    |
| Hamburg-Nord          | 294 622 | 57,80 km²    | 5 097,27    |
| Wandsbek              | 416 369 | 147,50 km²   | 2 822,84    |
| Bergedorf             | 121 541 | 154,80 km²   | 785,15      |
| Harburg               | 153 196 | 125,20 km²   | 1 223,61    |

## Demografia
W grudniu roku 2006 żyło w Hamburgu 469 051 ludzi obcego pochodzenia (tj. 26,8 procent mieszkańców). Według oficjalnych danych z 2010 roku, 20 635 mieszkańców Hamburga to Polacy. Szacuje się, że w Hamburgu mieszka 110 000 osób polskiego pochodzenia. Liczba obcokrajowców w mieście w grudniu 2012 wynosiła ok. 530 000.

## Gospodarka

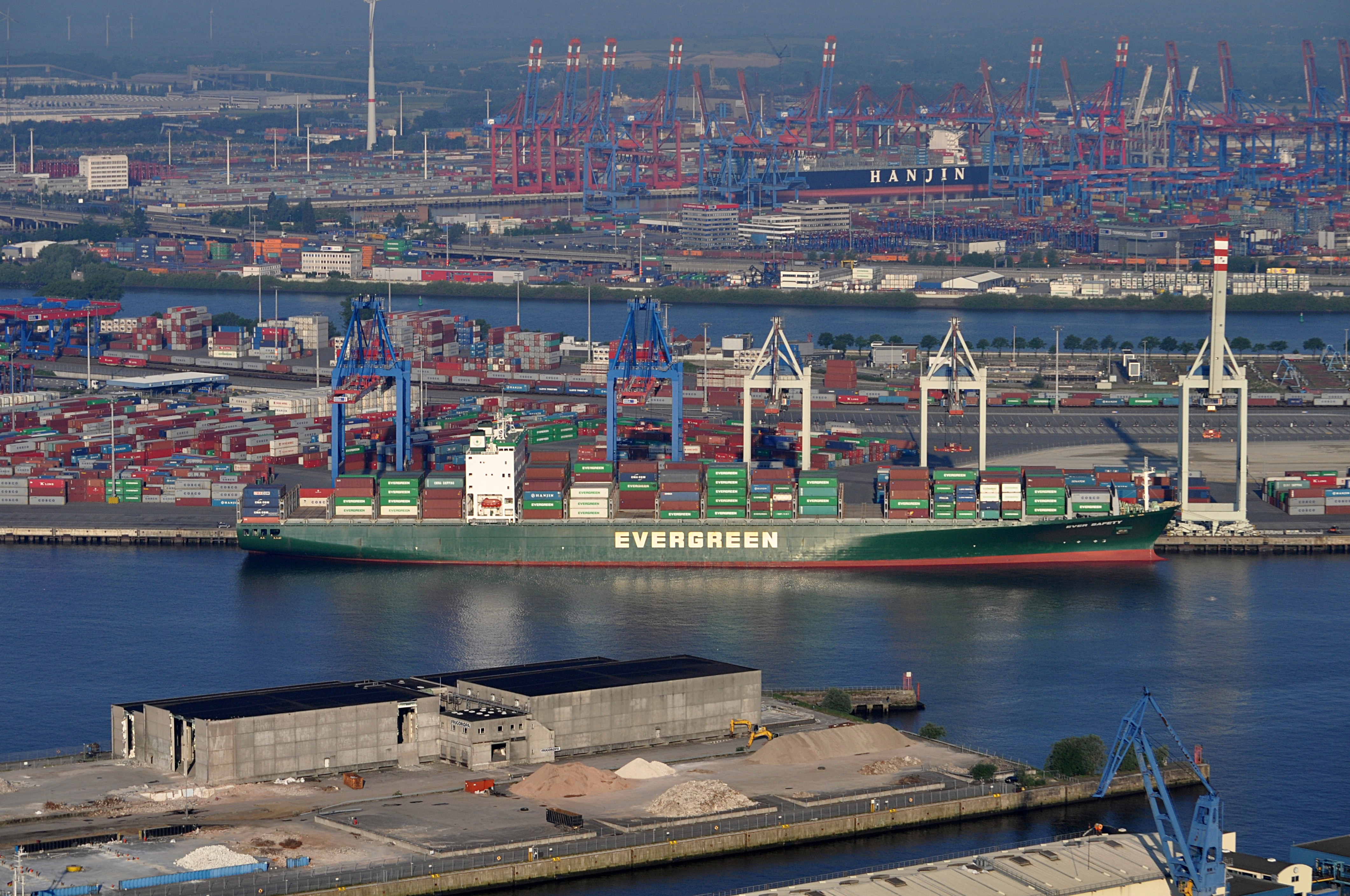
Port w Hamburgu

Port w Hamburgu jest ważnym centrum handlu z państwami Europy Wschodniej i Północnej.
Wśród portów obsługujących kontenerowce zajmuje drugie miejsce w Europie i siódme na świecie. Położony jest ok. 120 km od linii morza, a mimo to może przyjąć największe kontenerowce świata.
Śródlądowe położenie, a także bogate możliwości kontynuowania transportu drogą kolejową, wodną i autostradami, decydują o stopniu używalności tego portu. Sam tylko obrót z państwami Morza Bałtyckiego stanowi 25%.
W Hamburgu, będącym metropolią handlową i komunikacyjną, ma swoją siedzibę 100 konsulatów (kwiecień 2010). Spośród tylko azjatyckich przedsiębiorstw aż 460 ma w Hamburgu swoją centralę europejską, bądź swój oddział. Wraz z rozwijającym się centrum handlowym miasta powstaje nad samą Łabą nowoczesna dzielnica handlowo-przemysłowa HafenCity.
Hamburg będąc także siedzibą wysoko wyspecjalizowanego przemysłu jest w czołówce ośrodków rozwoju medycyny i biotechnologii. To również światowe centrum przemysłu lotniczego. Właśnie tutaj powstaje wiele podzespołów wielkiego Airbusa A380.

## Transport

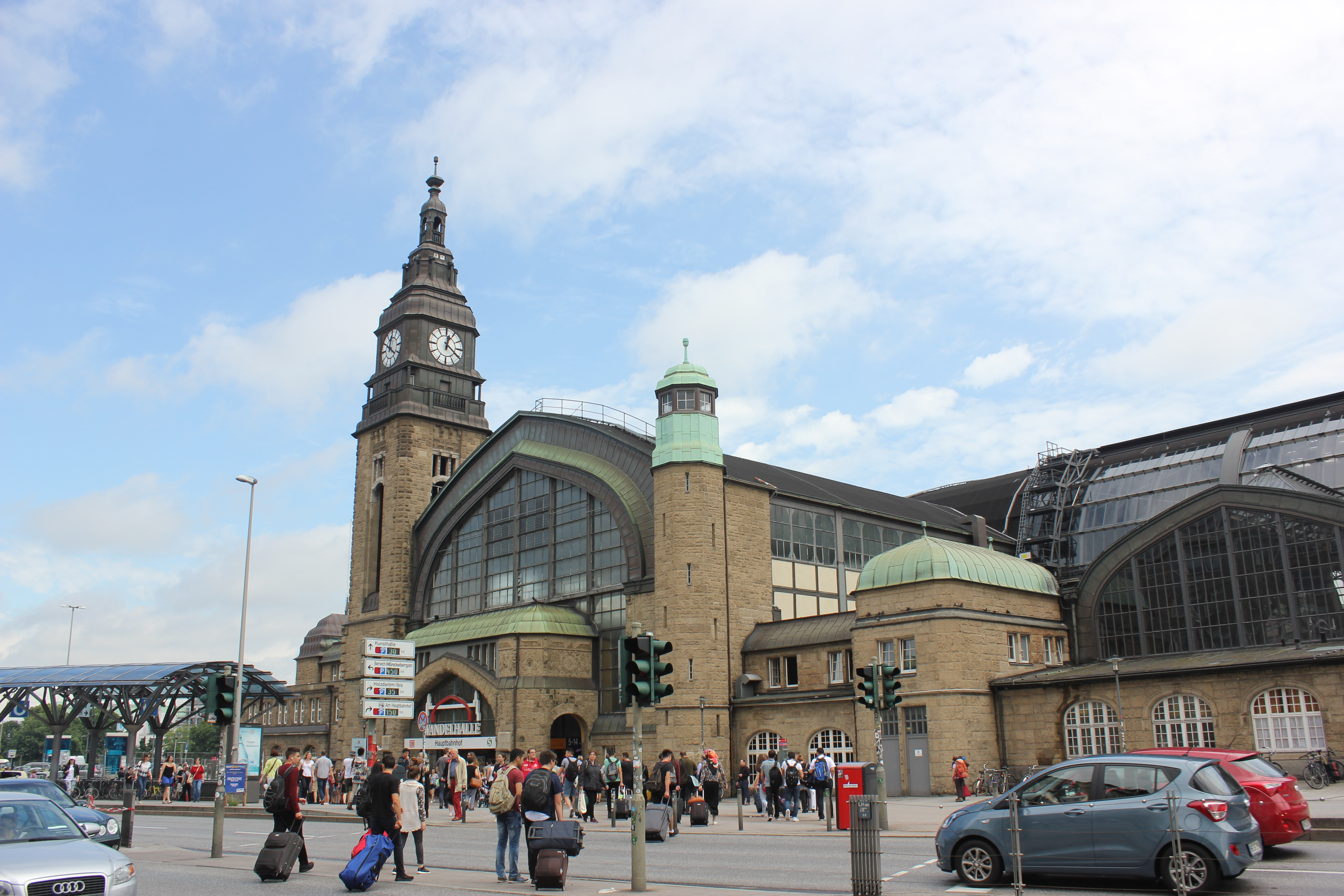
Dworzec główny

Hamburg jest jednym z największych węzłów transportowych w Niemczech. Miasto posiada dostęp do czterech autostrad, ponadto jest największym węzłem kolejowym w północnych Niemczech. Największym dworcem kolejowym jest Hamburg Hauptbahnhof. W mieście znajduje się również Centralny Dworzec Autobusowy. Oprócz tego przez Hamburg wiodą trasy prowadzące w głąb Skandynawii.
Publiczny transport zbiorowy organizowany jest przez związek komunikacyjny Hamburger Verkehrsverbund.
Metro w Hamburgu składa się z czterech linii, S-Bahn w Hamburgu posiada sześć linii, na których znajduje się 67 stacji.
W Hamburgu znajduje się międzynarodowy port lotniczy, położony około 8 km na północny zachód od centrum miasta.

## Kultura

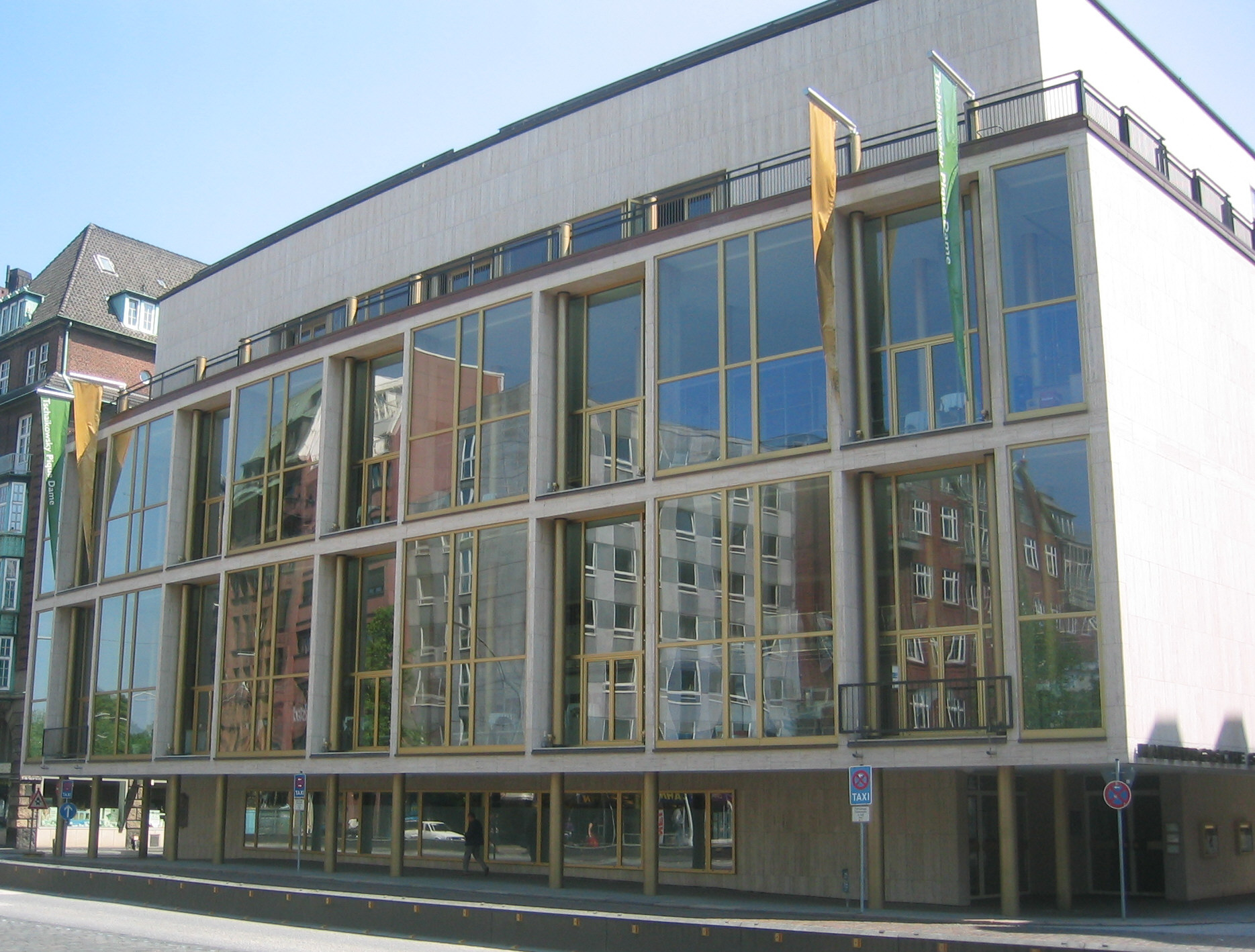
Opera w Hamburgu

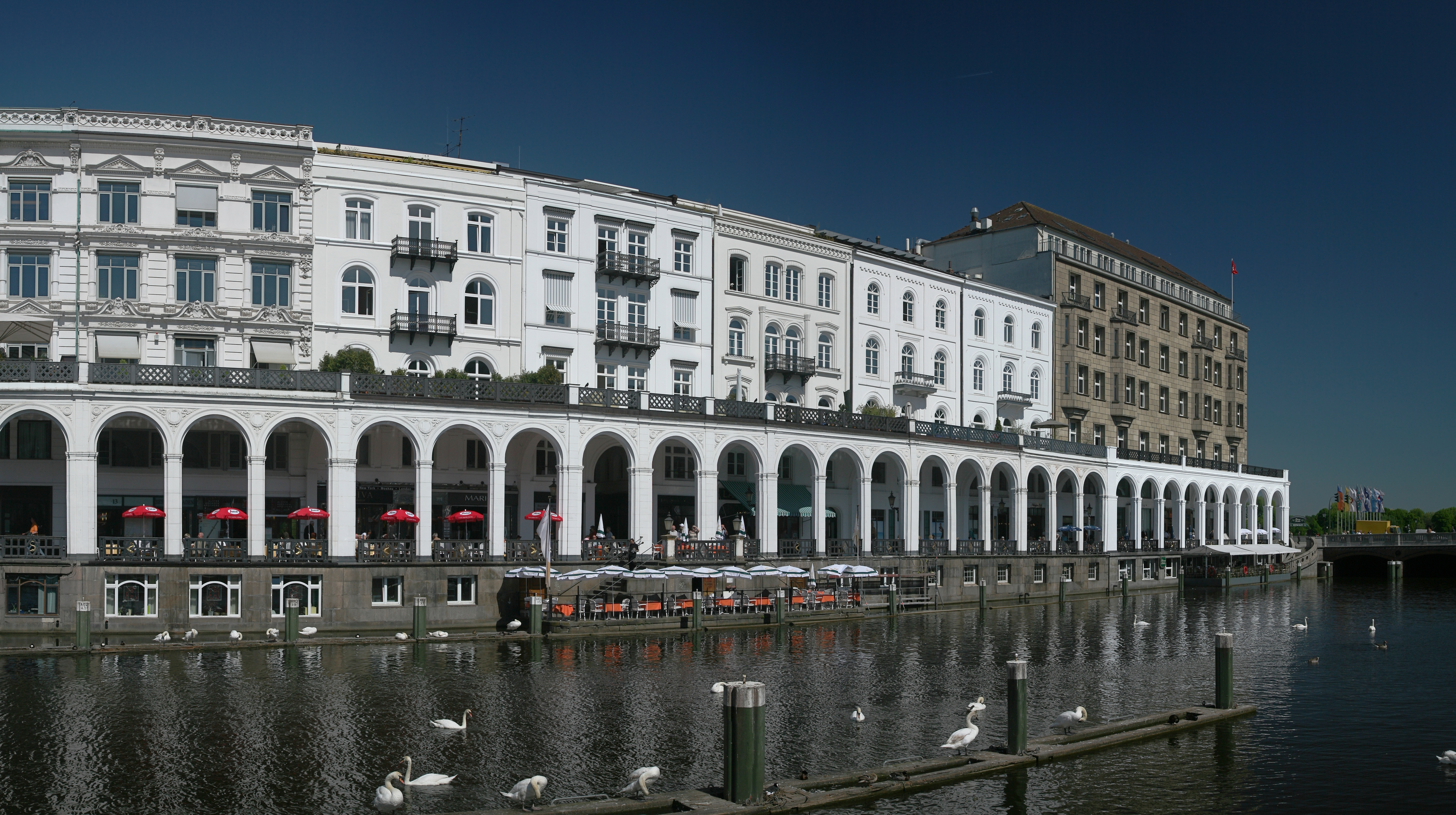
Arkady nad Binnenalster

Tradycje kulturalne tego hanzeatyckiego miasta sięgają średniowiecza. Ogromny wpływ na historię kultury wywarli tacy poeci jak Friedrich Klopstock, Gotthold Lessing i Heinrich Heine oraz sławni na całym świecie kompozytorzy, a wśród nich Händel, który działał w pierwszej położonej poza Włochami publicznej operze. Z Hamburga wywodził się Johannes Brahms. Gustaf Gründgens swoją legendarną inscenizacją „Fausta” Goethego tworzył tu historię teatru, a grupa The Beatles w Star-Clubie świętowała swój przełom. John Lennon powiedział zresztą kiedyś, że „urodził się w Liverpoolu, ale dorastał w Hamburgu”. Beatlesi przybyli do Hamburga 17 sierpnia 1960 roku, dając w ciągu 2,5 roku 281 koncertów. Ich występy upamiętniono wykonanymi z aluminium figurami członków zespołu przy ulicy zwanej „Grzeszną Milą”.
Hamburskie sceny teatralne oferują rozmaite sztuki artystyczne, począwszy od teatru improwizowanego, aż do baletu Johna Neumeiera. Oprócz trzech teatrów narodowych, w tym założonej w 1678 r. Oper am Gänsemarkt, Teatru Niemieckiego (Deutsches Schauspielhaus), Teatru Thalia (Thalia Theater) i Elbphilharmonie (Filharmonia nad Łabą), ponad 50 muzeów, w sumie 313 scen teatralnych i muzycznych oraz mnogość kabaretów przyciągają dużą liczbę publiczności.
Hamburg jest po Nowym Jorku i Londynie trzecim co do wielkości miastem musicalowym na świecie.

## Media
Hamburg jest miastem mediów. W mieście tym są między innymi wydawane Der Spiegel, Stern i Die Zeit. Siedzibę mają w Hamburgu liczne wydawnictwa: Gruner + Jahr, Axel Springer SE, Bauer Media, Hubert Burda Media, Jahreszeiten Verlag oraz Hoffmann & Campe Verlag.
Poza tym mieści się tutaj największa niemiecka agencja prasowa Deutsche Presse-Agentur dpa. Redakcja ARD produkuje codzienne wiadomości telewizyjne Tagesschau, Tagesthemen i Nachtmagazin. Główną siedzibę ma w Hamburgu również pierwsza stacja telewizyjna Norddeutscher Rundfunk. Znajdują się tutaj również RTL – regionalna telewizja komercyjna z główną siedzibą w Kolonii oraz Sat.1 i ZDF – studia regionalne.
Hamburg słynie również z renomowanych agencji reklamowych w Europie, takich jak: Scholz & Friends, Springer & Jacoby, Jung von Matt, TBWA, Kolle Rebbe, Zum Goldenen Hirschen, Grabarz & Partner oraz agencji kreatywnych, m.in.: Peter Schmidt Group, Faktor Design i Landor Associates.

## Oświata i nauka
- Uniwersytet w Hamburgu (Universität Hamburg, UHH) – założony w roku 1919; obecnie kształci się na nim 39 000 studentów[22].
- Uniwersytet Techniczny Hamburg-Harburg (Technische Universität Hamburg-Harburg, TUHH) – założony w 1978[23].
- Hochschule für Musik und Theater Hamburg (HfMT) – założona w 1950[24]; jako pierwsza w Niemczech wprowadziła studia dla managerów kultury
- Hamburger Fern-Hochschule (HFH); założona w 1997 roku, z obecną liczbą 6000 studentów jest jedną z największych prywatnych uczelni w Niemczech.
- Wyższa Szkoła Nauk Stosowanych (Hochschule für Angewandte Wissenschaften Hamburg(inne języki), HAW) – powołana w 1970 roku jako szkoła inżynierska, składała się do niedawna z czterech szkół inżynierskich i sześciu wyższych szkół zawodowych[25].
- Hamburger Universität für Wirtschaft und Politik(inne języki) – zapoczątkowany w roku 1948 jako „akademia gospodarki powszechnej”, w którym pierwszy raz w Niemczech dopuszczono studentów nieposiadających matury[26].
- HafenCity Universität Hamburg (HCU) – założony w 2006, kształci w dziedzinach architektury i urbanistyki[27].
- Kühne Logistics University (THE KLU) – założony w 2010
- Helmut-Schmidt-Universität (HSU) – uniwersytet Bundeswehry założony w 1957
- Deutsches Elektronen-Synchrotron (DESY) – założone 18 grudnia 1959 laboratorium fizyki cząstek elementarnych oraz badań z użyciem promieniowania synchrotronowego[28]

## Polityka

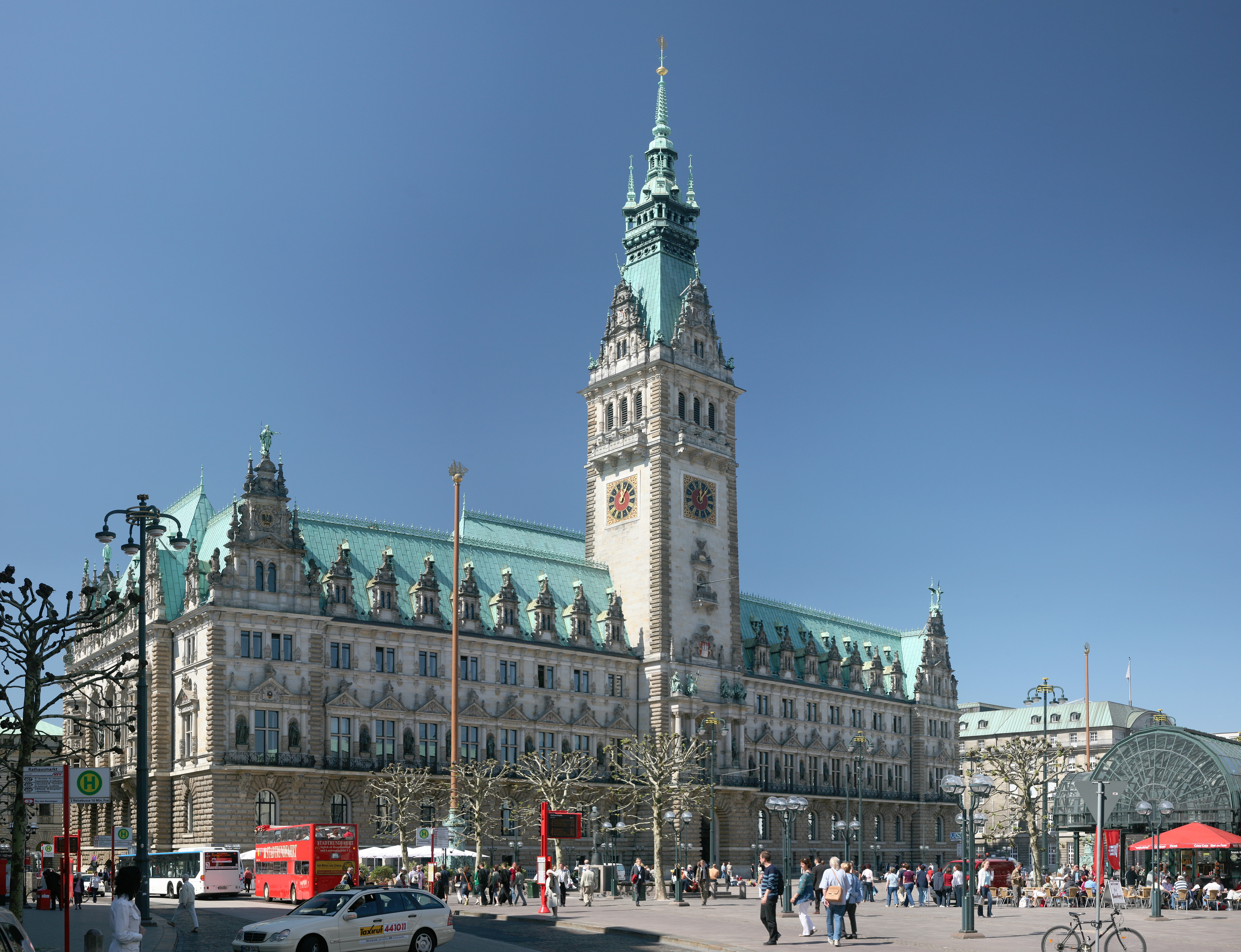
Ratusz w Hamburgu

Hamburg jest siedzibą 100 konsulatów (kwiecień 2010) i zajmuje pod tym względem drugie miejsce na świecie (po Hongkongu).
Miasto przez pięćdziesiąt lat po wojnie było rządzone przez lewicę. Od 2010 roku do 2011 na czele rządu stał Christoph Ahlhaus (CDU). Obecnie od 28 marca 2018 burmistrzem miasta jest Peter Tschentscher z SPD.

## Parki i tereny rekreacyjne
Zespół parkowy Planten un Blomen znajduje się w centrum Hamburga niedaleko starych wałów obronnych. Jest obfitującym w tereny zielone terenem rekreacyjnym z ogrodem botanicznym, palmiarnią i największym ogrodem japońskim w Europie. Znajduje się tam jezioro parkowe, gdzie zainstalowano fontannę. Od maja do września odbywają się tu także festiwal Wasserspiele (w ciągu dnia), a wieczorami koncerty wodno-świetlne (niem. farbige Wasserlichtkonzerte).
Park miejski jest popularnym terenem rekreacyjnym mieszkańców Hamburga z bogatą infrastrukturą wypoczynkową (m.in. rowery wodne, łodzie wiosłowe). W lecie na scenie na wolnym powietrzu odbywa się wiele koncertów z udziałem artystów z całego świata. Znajduje się tu jedno z najstarszych planetariów na świecie. Dziś hamburskie planetarium wyposażone jest w nowoczesne projektory, odbywają się tu regularnie pokazy nieba, symulacje, jak i przedstawienia teatralne i muzyczne.
Cmentarz Ohlsdorf o powierzchni 405 hektarów jest po Chicago drugim co do wielkości cmentarzem na świecie. Znajduje się tu około 17 km alei i ścieżek spacerowych prowadzących pośród licznych stawów i starych drzewostanów.
W ogrodzie zoologicznym Hagenbecka znajdują się liczne okazy małp, tygrysów i innych zwierząt. Zwierzęta posiadają przestronne wybiegi, naśladujące naturalne warunki życiowe. Popularnością cieszy się otwarty wybieg dla słoni.
W Hamburgu znajduje się Miniatur Wunderland. Jest to największa makieta modelarstwa kolejowego świata. W mieście funkcjonuje również muzeum czekolady Chocoversum.
Eksklawę kraju związkowego stanowi utworzony w 1990 roku Park Narodowy Hamburskiego Morza Wattowego, oddalony o około 110 km w linii prostej od centrum miasta.

## Sport

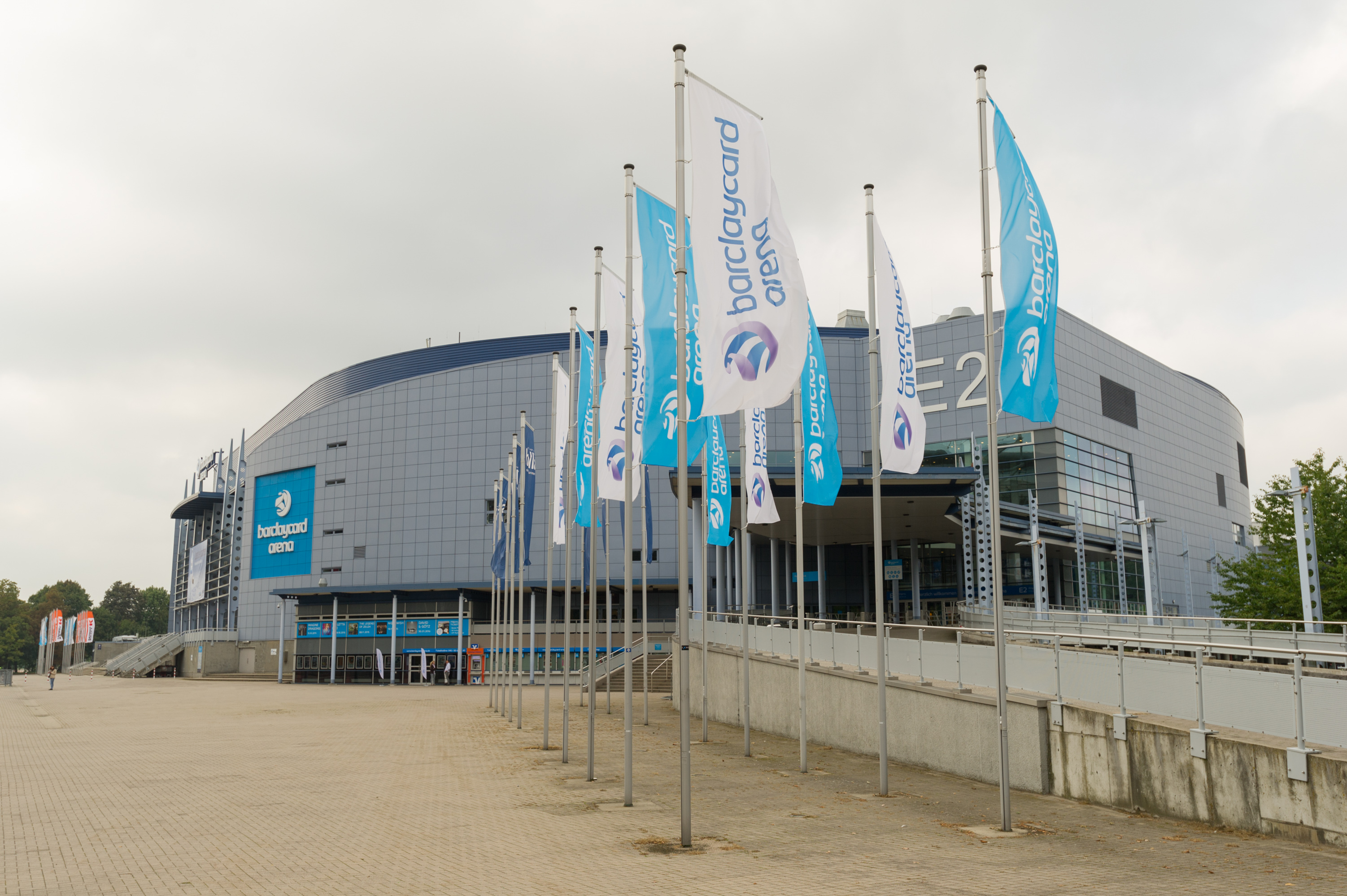
Barclaycard Arena

- piłka nożna – Hamburger SV, FC St. Pauli, SC Concordia Hamburg, SC Victoria Hamburg, Eimsbütteler TV, Altonaer FC von 1893, Polonia Hamburg
- piłka ręczna – HSV Hamburg
- piłka siatkowa kobiet – TV Fischbek Hamburg
- hokej na lodzie – Hamburg Freezers, Crocodiles Hamburg
- hokej na trawie – Der Club an der Alster, Harvestehuder THC, Uhlenhorster HC, Großflottbeker THGC, Klipper THC, Hamburger Polo Club, Marienthaler THC.
- futbol amerykański – Hamburg Sea Devils, Hamburg Blue Devils
- koszykówka – Hamburg Towers
- krykiet – THCC Rot-Gelb (Alster CC), Pak Alemi CC, Hamburg International CC, HSV Cricket
- polo – Hamburg Polo Club

Imprezy sportowe
- Hamburg City Man(inne języki) – triathlon
- Hanse-Marathon – maraton
- Vattenfall Cyclassics – wyścig kolarski
- Rechtes Alsterufer gegen Linkes Alsterufer – największy turniej szachowy na świecie

## Osoby

### Honorowi obywatele miasta
- 1813 Friedrich Carl von Tettenborn (1778–1845)
- 1816 Gebhard Leberecht Fürst Blücher von Wahlstatt (1742–1819)
- 1826 August Otto Grote (1747–1830)
- 1834 J. U. Dr. James Colquhoun (1780–1855)
- 1838 Georg Michael Gramlich(inne języki) (1795–1880)
- 1843 Johann Smidt(inne języki) (1773–1857)
- 1843 Eduard von Flottwell (1786–1865)
- 1843 Conrad Daniel von Blücher-Altona(inne języki) (1764–1845)
- 1843 Heinrich von Struve(inne języki) (1772–1851)
- 1871 Otto Fürst von Bismarck-Schönhausen (1815–1898)
- 1871 Helmuth Karl Bernhard von Moltke (1800–1891)
- 1886 Gustav Christian Schwabe(inne języki) (1813–1897)
- 1889 Dr. fil. h.c. Johannes Brahms (1833–1897)
- 1901 Alfred von Waldersee (1832–1904)
- 1917 Paul von Beneckendorff und von Hindenburg (1847–1934)
- 1950 Adolph Schönfelder(inne języki) (1875–1966)
- 1960 Max Brauer(inne języki) (1887–1973)
- 1971 Herbert Weichmann(inne języki) (1896–1983)
- 1978 Herbert Dau(inne języki) (1911–2000)
- 1983 Helmut Schmidt (1918–2015) – kanclerz federalny
- 1985 Profesor Ida Ehre (1900–1989)
- 1986 Dr h.c. Herbert Wehner (1906–1990)
- 1986 Dr Gerd Bucerius(inne języki) (1906–1996)
- 1991 Dr h.c. Kurt A. Körber(inne języki) (1909–1992)
- 1991 Dr h.c. Prof. Alfred Toepfer(inne języki) (1894–1993)
- 1993 Dr h.c. Rudolf Augstein (1923–2002)
- 1999 Prof. Dr Marion Gräfin Dönhoff (1909–2002)
- 2001 Siegfried Lenz
- 2003 Uwe Seeler

## Współpraca
Miejscowości partnerskie:
- Stany Zjednoczone: Chicago
- Tanzania: Dar es Salaam
- Saksonia: Drezno
- Nikaragua: León
- Francja: Marsylia
- Bawaria: Neuburg an der Donau
- Japonia: Osaka
- Rosja: Petersburg
- Czechy: Praga
- Chiny: Szanghaj

## Galeria

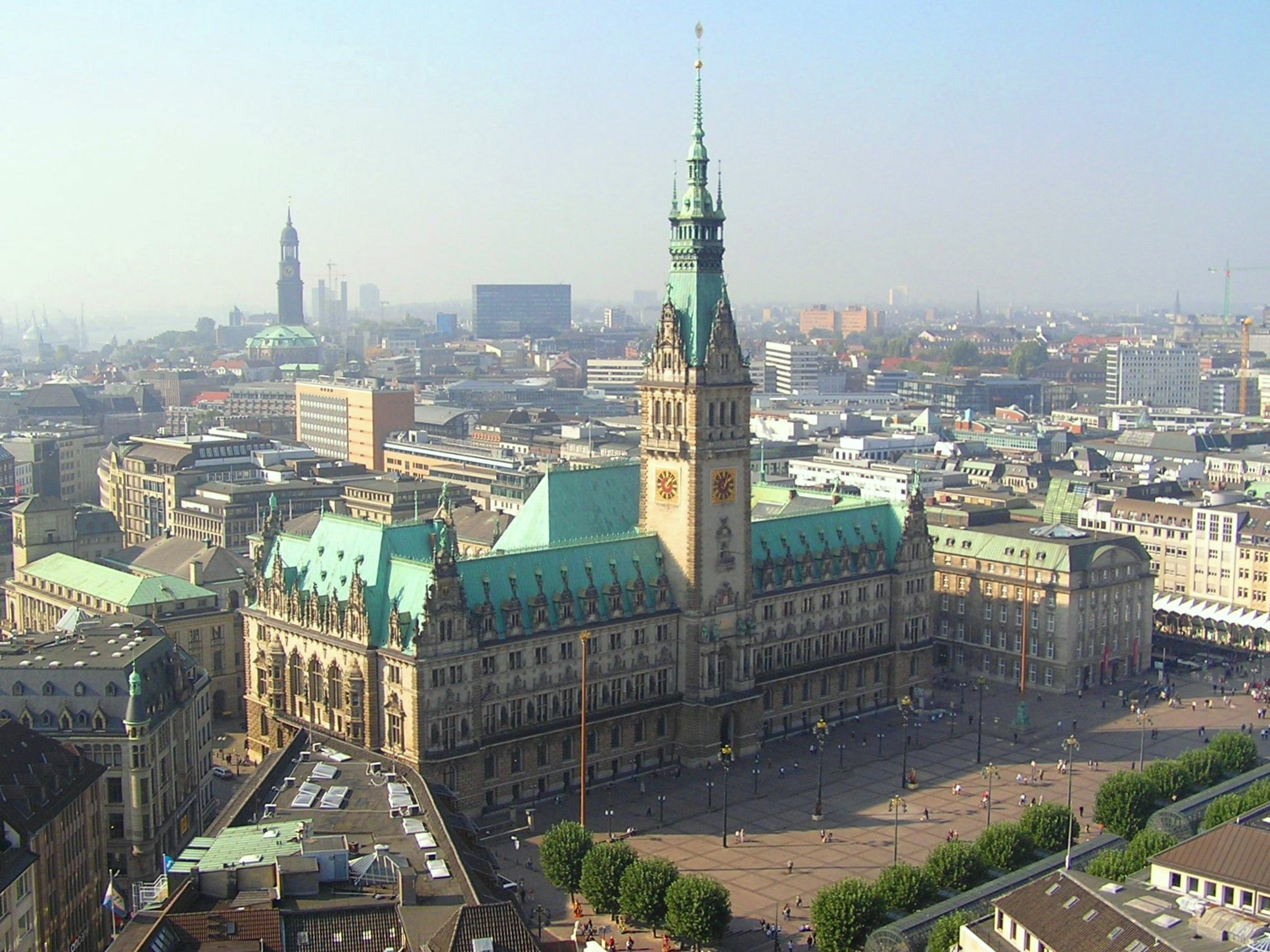
Ratusz hamburski
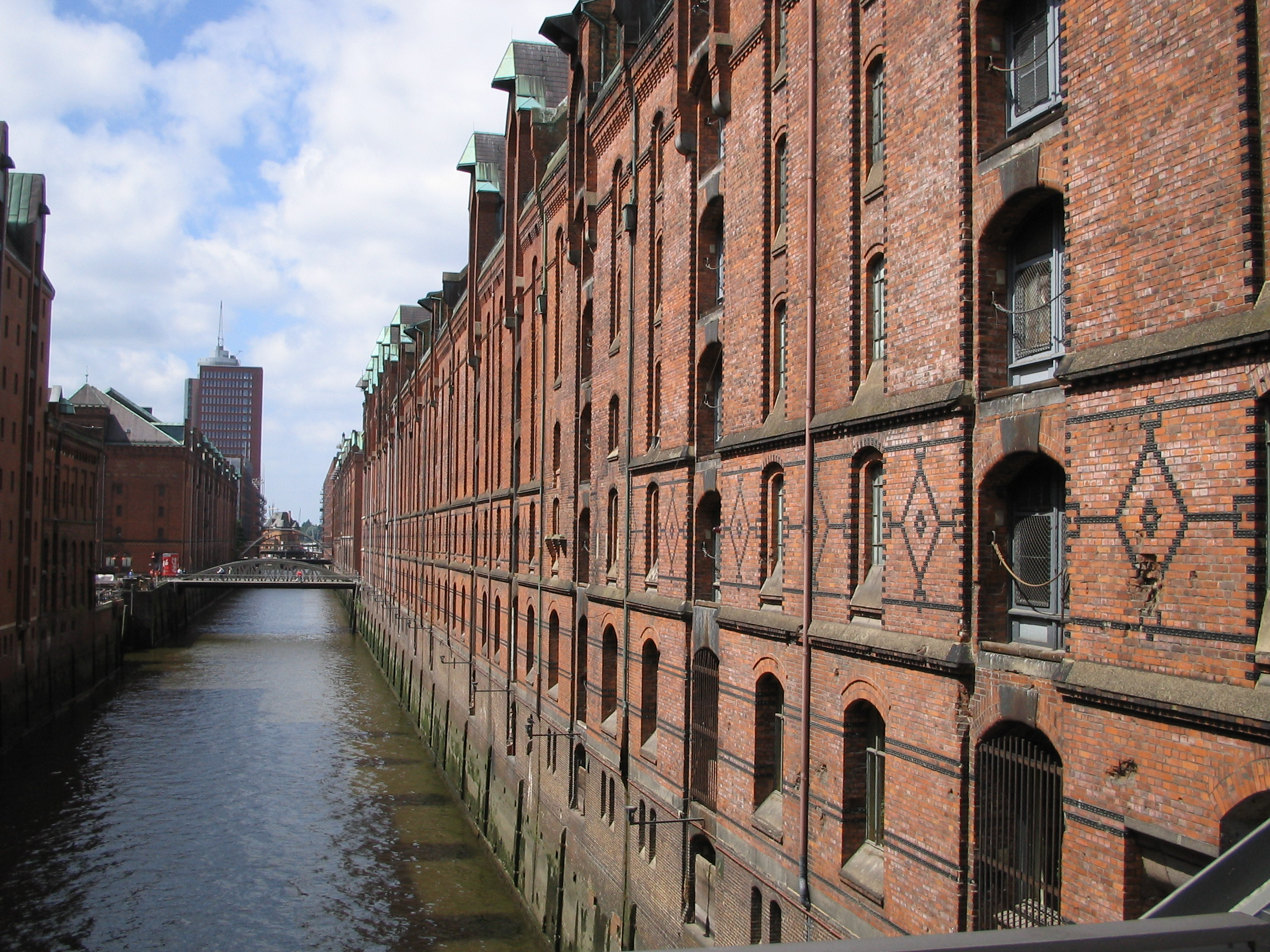
Wyspa Spichrzów
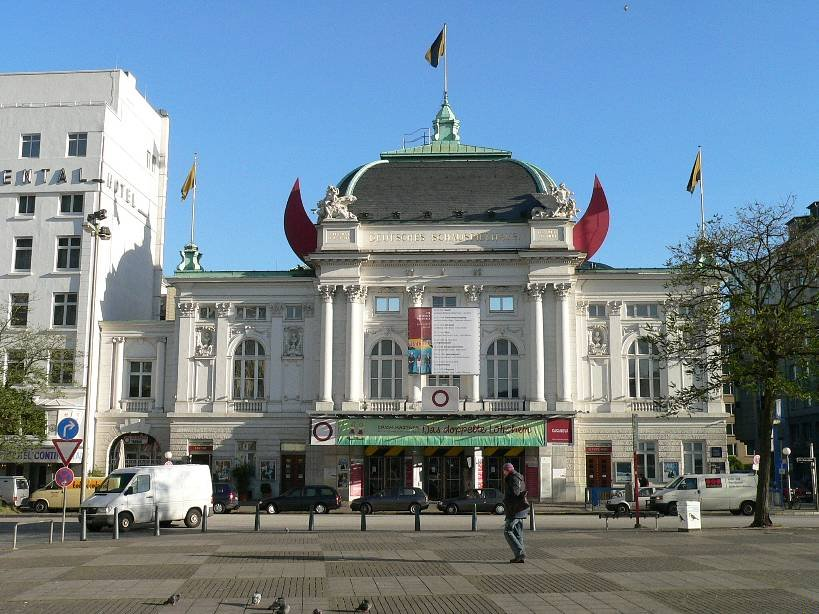
Teatr Deutsches Schauspielhaus
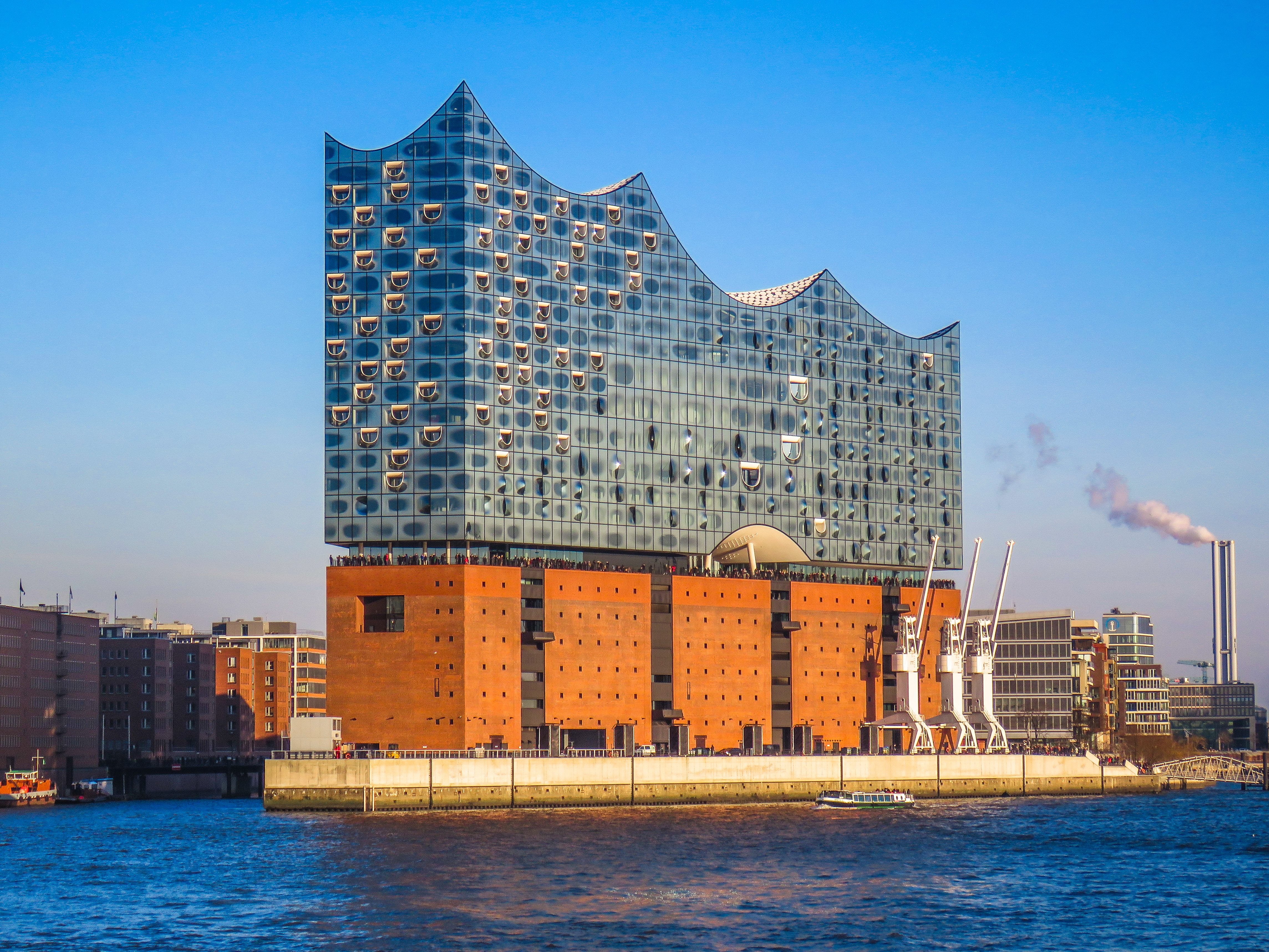
Elbphilharmonie- Filharmonia nad Łabą
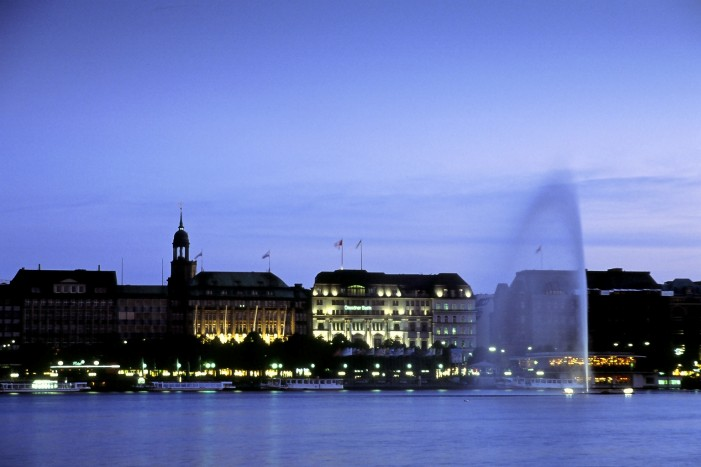
Binnenalster
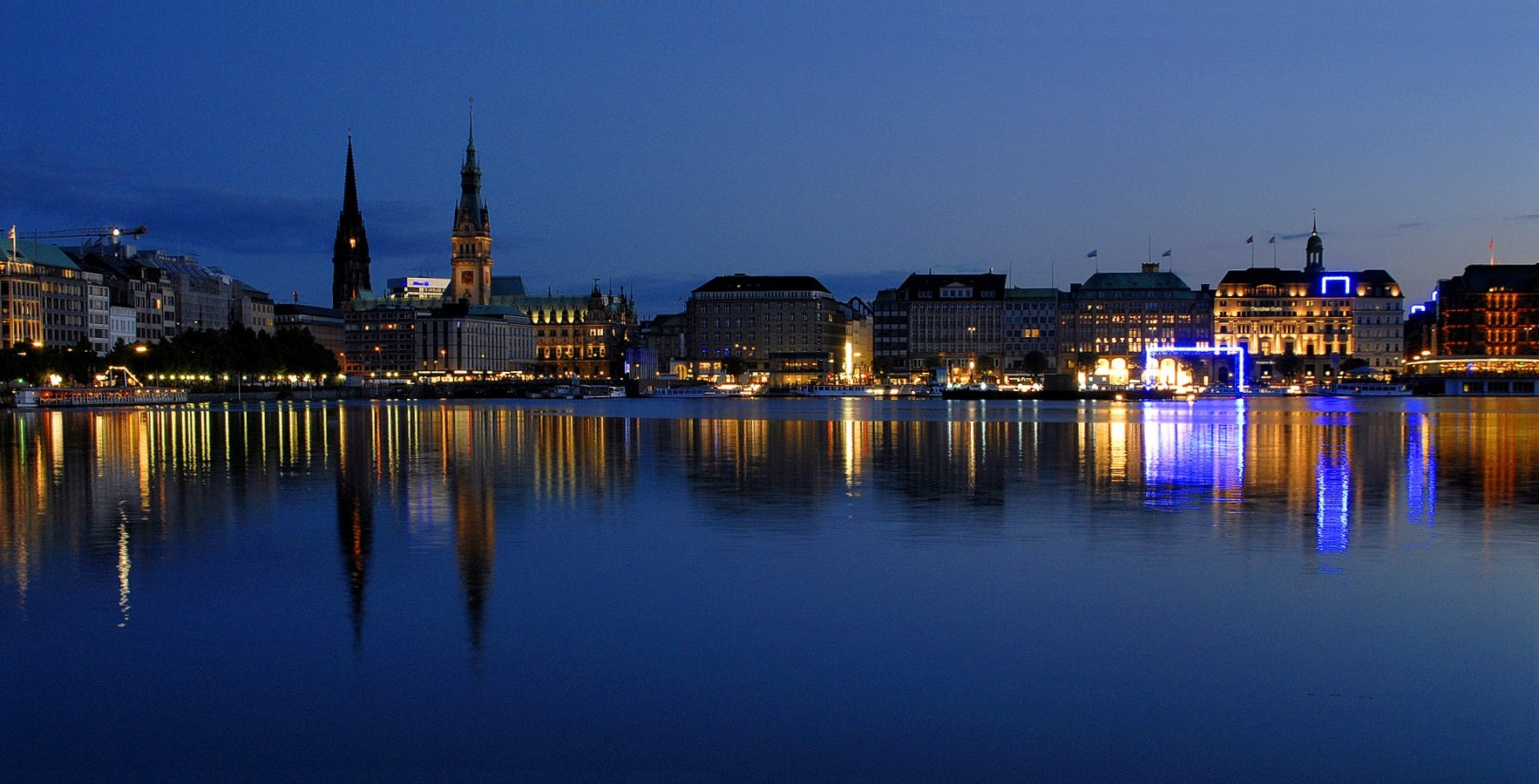
Binnenalster „Blaue Stunde”
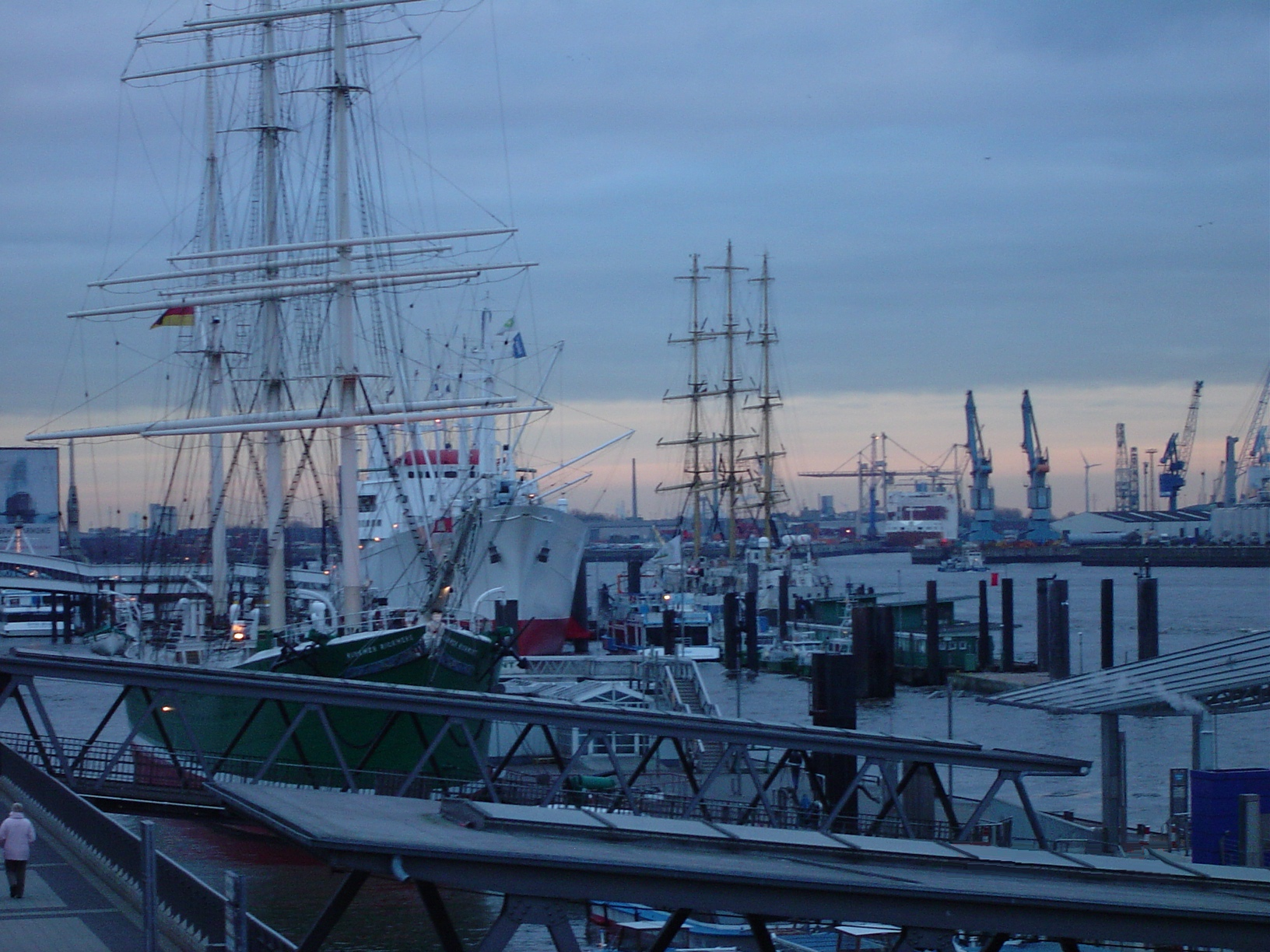
Port